# Zonitis dunniana
Zonitis dunniana är en skalbaggsart som beskrevs av Champion 1891. Zonitis dunniana ingår i släktet Zonitis och familjen oljebaggar. Inga underarter finns listade i Catalogue of Life.